# Aleksandr Markin
Aleksandr Andriejewicz Markin, ros. Александр Андреевич Маркин (ur. 10 października 1949 w Magnitogorsku, Rosyjska FSRR, zm. 2 września 1996 w Petersburgu, Rosja) – rosyjski piłkarz, grający na pozycji napastnika.

## Kariera piłkarska

### Kariera klubowa
W 1967 rozpoczął karierę piłkarską w miejscowym klubie Mietałłurg Magnitogorsk. W latach 1968–1969 podczas służby w armii występował w wojskowym klubie SKA Chabarowsk. Następne 4 sezony bronił barw Zwiezdy Perm, a w 1974 zdobył tytuł króla strzelców Pierwszej Ligi ZSRR. Po tym jak na czele klubu Zenit Leningrad stał były trener Zwiezdy Nikołaj Samarin przeszedł do leningradzkiego klubu. W jesiennych mistrzostwach 1976 roku, strzelając 13 goli w 15 meczach, po raz pierwszy w historii Zenitu zdobył tytuł króla strzelców mistrzostw, również stał się jedynym graczem w historii klubu który strzelił 4 gole w jednym meczu. Po zakończeniu sezonu Markina sklasyfikowano na 4. miejsce w kategorii "Najlepszy Piłkarz Roku" po Astapowskim, Kipiani i Błochinu, został wpisany pod numerem 2 na liście 33 najlepszych graczy sezonu. Jednakże, pomimo tych osiągnięć, nie był zaproszony do reprezentacji ZSRR. Ten fakt oraz późniejsze problemy mieszkaniowe i rodzinne doprowadziły do tego, że piłkarz stał naruszać dyscyplinę i stracił miejsce w podstawowym składzie, a jesienią 1977 roku został wyrzucony z zespołu. W kolejnych dwóch sezonach grał w SKA Rostów nad Donem, po czym w 1979 zakończył karierę piłkarską.

## Kariera zawodowa
Po zakończeniu kariery piłkarskiej powrócił do Leningradu, gdzie zakończył Instytut Handlu Radzieckiego. Pracował jako dyrektor w wagonie restauracyjnym. 2 września 1996 zginął w pożarze swojego mieszkania, będąc zbyt pijanym, by się z niego wydostać.

## Sukcesy i odznaczenia

### Sukcesy indywidualne
- król strzelców Mistrzostw ZSRR: 1976–jesień (13 goli)
- wybrany do listy 33 najlepszych piłkarzy ZSRR: Nr 2 (1976)

### Odznaczenia
- tytuł Mistrza Sportu ZSRR